# Goulburn Mulwaree Council
Goulburn Mulwaree Council is een Local Government Area (LGA) in de Australische deelstaat New South Wales.